# Lacertaspis lepesmei
Lacertaspis lepesmei — вид сцинкоподібних ящірок родини сцинкових (Scincidae). Ендемік Камеруну.

## Поширення і екологія
Lacertaspis lepesmei відомі за кількома екземплярами, зібраними в горах Бамбуту на заході Камеруну, на висоті 2200 м над рівнем моря. Вони живуть серед скель і гірської савани.

## Збереження
МСОП класифікує цей вид як такий, що перебуває на межі зникнення. Lacertaspis lepesmei загрожує знищення природного середовища.